# What's in a Name?
"What's in a Name?"  este o povestire polițistă de Isaac Asimov. A apărut inițial în numărul din iunie 1956 al The Saint Detective Magazine sub titlul Death of a Honey-Blonde și a fost republicată în colecția din 1968 Asimov's Mysteries sub titlul ei original.

## Sinopsis
Un detectiv al cărui nume nu este cunoscut ajunge să investigheze o moarte misterioasă de la Universitatea din Carmody. Louella Marie-Busch și Susan Morey erau cunoscute ca "gemenele de la bibliotecă" din cauza aspectului lor similar și deoarece lucrau la biblioteca de referințe științifice. Busch este găsită moartă după ce a băut un ceai amestecat cu cianură de potasiu. Detectivul dovedește că supraviețuitoarea, Morey, cea care a pregătit ceaiul, minte atunci când spune că nu știa numele persoanei care a fost la un birou de referințe în timp ce ceaiul era pregătit, un cojocar numit Ernest Beilstein. Detectivul susține că Morey nu ar fi putut să uite acest lucru deoarece Morey a scris un Manual de Chimie Organică cu un oarecare Beilstein, așadar același nume. Manualul de Chimie Organică fiind o muncă în echipă a lui Beilstein și Morey, o enciclopedie cu șaizeci de volum conținând compuși chimici și reacții chimice, fiindu-i imposibil lui Morey să nu rețină numele unei persoane pe care o cheamă tot Beilstein.

## Aluzii la alte lucrări
Titlul povestirii provine din tragedia Romeo și Julieta scrisă de William Shakespeare (Actul 2, scena 2): "Ce este un nume? acela pe care-l numim un trandafir/
Cu oricare alt nume ar mirosi la fel de dulce" ("What's in a name? that which we call a rose/ 
By any other name would smell as sweet".)